# Гліон
46°25′58″ пн. ш. 6°55′33″ сх. д. / 46.432777777778° пн. ш. 6.9258333333333° сх. д.
Гліон (фр. Glion) — село в муніципалітеті Монтре кантону Во на заході Швейцарії. Розташоване на висоті 700 м над рівнем моря, з видом на Женевське озеро (село знаходиться на 300 м више озера). Розташування цього села в Монтре та ущелині Шодерон зробили його популярним туристичним напрямком у 19 столітті.

## Історія
Село згадується як десятинне ще в 1693 році. Гліон раніше належав муніципалітету Ле-Планш, який був включений до Монтре в 1953 році. У другій половині ХІХ століття село перетворилося на кліматичний курорт із кількома готелями та санаторіями. Розквіт припав на першу половину 20 століття. Пізніше найбільші готелі були перетворені на школи готельного менеджменту, реабілітаційні клініки та приватні школи. Маршал Фінляндії Карл Густав Еміль Маннергейм жив у санаторії Вальмонт до 1951 року.
Тут у 1890 році від серцевого нападу помер підприємець Анрі Нестле, а у 1933 році від крововиливу в мозок художник Джованні Джакометті.
У 1883 році в Гліоні запрацював досі діючий фунікулер, який з'єднує його з іншим туристичним селом Террітет. Зубчаста залізниця, що завершена в 1892 році, веде до села Ко і гори Роше-де-Ней. Під селом у Гліонському тунелі довжиною 1350 м (збудований у 1970 році) проходить автомагістраль A9.
У Гліоні кожні два роки проходить Гліон Колоквіум — міжнародна конференція з освіти, де зустрічаються представники провідних університетів світу.